# Štuti
Štuti – wieś w Chorwacji, w żupanii istryjskiej, w gminie Višnjan. W 2011 roku liczyła 37 mieszkańców.